# (54963) Sotin
(54963) Sotin est un astéroïde de la ceinture principale.

## Description
(54963) Sotin est un astéroïde de la ceinture principale. Il fut découvert le 12 août 2001 à l'observatoire Palomar par le programme NEAT. Il présente une orbite caractérisée par un demi-grand axe de 2,77 UA, une excentricité de 0,18 et une inclinaison de 8,4° par rapport à l'écliptique.

## Compléments